# Stracena mongumbana
Stracena mongumbana är en fjärilsart som beskrevs av Schultze 1934. Stracena mongumbana ingår i släktet Stracena och familjen tofsspinnare. Inga underarter finns listade i Catalogue of Life.